# Pierre de Nesson
Pierre de Nesson (Aigueperse, 1383 – Parigi, 1442) è stato un poeta francese.

## Biografia
Pierre de Nesson nacque ad Aigueperse nel 1383. Non si posseggono molte informazioni biografiche riguardanti Nesson. Discendeva da una famiglia di modesti borghesi originari di Limoges, in cui suo nonno e suo padre erano notabili di Aigueperse, e dovevano la loro fortuna al commercio di tessuti.
Pierre de Nesson effettuò studi alla Scuola di belle arti di Parigi, oltre alla facoltà di giurisprudenza a Orléans, dove ottenne il titolo di "maestro" delle leggi. Sposò Guillemette Dert, con la quale ebbe otto figli: sei maschi e due femmine.
Entrò al servizio della famiglia dei Borboni e visse nel periodo più drammatico della guerra dei cent'anni, e anche lui ebbe molti problemi e vicissitudini, fu imprigionato a Parigi ai tempi della dominazione dei Cabochiens. Svolse l'attività di uomo di legge oltre che quella letteraria di poeta.
Addetto alla casa ducale di Berry, prese parte alle manifestazioni politiche contemporanee; in seguito ottenne l'incarico di percettore delle imposte, prima di diventare balivo di Aigueperse.
Gli ultimi anni della sua vita si caratterizzarono per una serie di processi che subì, di cui è rimasta una documentazione parziale.
Per quanto riguarda la sua carriera letteraria, scrisse un deciso Lay de guerre (1426), in risposta al Lay de paix di Alain Chartier.
Si rivelò spirito di fremente religiosità nell'Oraison à Notre-Dame (circa 1430) e ancora maggiormente nelle Vigiles des morts (o Neuf leçons de Job, parafrasi dal libro di Giobbe), ispirate al pensiero dell'aldilà ma anche incentrate dall'idea del macabro e della morte.
Quest'ultima opera risultò la più significativa da un punto di vista letterario, costituita da variazioni poetiche attinenti ad un argomento biblico, le Lamentazioni di Giobbe, che si legge per tradizione religiosa il giorno della commemorazione dei morti.
Quindi si può definire poesia "funeraria", che prende ispirazione dal tema della morte, della caducità, così pregnante nella religiosità del XV secolo.
Furono riflessioni eseguite in un momento terribile, contraddistinto da guerre, massacri, saccheggi ed epidemie; questi versi sulla caducità e fragilità della condizione umana si coniugano e cooperano a modo loro con la defezione apparente dell'amore divino, le sofferenze della vita e la presenza reale del nulla.
Fu un'opera che non si limitò al gusto del macabro, non si limitò a ricavare dalla contemplazione della morte un fremito di affascinante poesia, ma che ricollegandosi al tema della danza macabra, sottolineò la lezione morale che la riflessione della morte propone, che sarà riproposta dalla importante lirica villoniana.
Come precursore di Villon, Nesson nel XX secolo è ritornato in auge, anche se rispetto al grande maestro parigino si nota la differenza di intensità del linguaggio poetico.
Pierre de Nesson morì a Parigi intorno al 1442.

## Opere
- Lay de guerre (1426);
- Oraison à Notre-Dame (circa 1430);
- Vigiles des morts.